# Waltraud Elsner

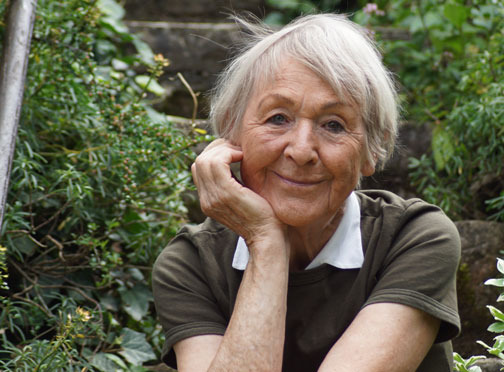
Waltraud Elsner 2017

Waltraud Elsner (* 27. Dezember 1930 in Büdelsdorf) ist eine deutsche Ehrenamtlerin. Sie lebt in Karlstadt.

## Werdegang
Waltraud Elsner arbeitete als medizinisch-technische Assistentin. 1987 gründete sie in Karlstadt unter dem Dach der Deutschen Multiple Sklerose Gesellschaft eine Kontaktgruppe für an Multipler Sklerose Erkrankte im Landkreis Main-Spessart und war bis 2024 deren Vorsitzende. Der Gruppe gehören inzwischen über 300 Personen an, ihr Einzugsgebiet reicht weit über den Landkreis hinaus.
Ab 1991 veranstaltete sie einmal jährlich ein Seminar zur Multiplen Sklerose, für die sie Ärzte und Wissenschaftler gewann. 2001 begründete sie gemeinsam mit dem Therapiezentrum Main-Spessart in Gemünden ein Sportangebot für MS-Betroffene, später auch Sportgruppen in Marktheidenfeld.

## Ehrungen
- 1998: Verdienstmedaille des Verdienstordens der Bundesrepublik Deutschland[2]
- 2009: Verdienstkreuz am Bande der Bundesrepublik Deutschland[3][2]
- 2012: Bayerischer Verdienstorden[4]